# 第160师团
第160师团（Dai-hyakurokujū Shidan）是日本帝国陆军的一个步兵师团。它的代号是护鲜兵团（Gosen Heidan）。该师团于1945年2月28日在平壤组建。

## 行动
第160师团隶属于第17方面军。1945年5月9日，该师被派往全罗北道巩固海防，直到1945年8月15日日本投降为止。其下辖461步兵团在扶安郡，第462步兵团驻扎在群山，第463团驻扎在舒川郡，第464步兵团驻扎在益山。